# Jorge Viana Dias da Silva
Jorge Viana Dias da Silva (Ilhéus, 9 de dezembro de 1938) é um médico e político brasileiro que exerceu três mandatos de deputado federal pela Bahia.

## Biografia
Filho de Antônio Viana Dias da Silva e Rosa Oisiovici Dias da Silva. Formado em Medicina pela Universidade Federal da Bahia em 1962, trabalhou no Serviço Nacional de Lepra (1965-1966), foi médico legista, clinicou para o Instituto Nacional de Assistência Médica da Previdência Social (INAMPS) e dirigiu o serviço médico da Associação dos Funcionários Públicos do Estado da Bahia (1977-1979). Por causa de sua militância ingressou no MDB em 1965 e elegeu-se deputado federal em 1978. Com a reforma política baixada pelo Governo João Figueiredo, o Brasil restaurou o pluripartidarismo e Jorge Viana ingressou no PTB e a seguir no PMDB sendo reeleito em 1982. Em seu novo mandato na Câmara dos Deputados votou a favor da emenda Dante de Oliveira e em Tancredo Neves na eleição presidencial indireta de 1985. Reelegeu-se também em 1986 e participou da Assembleia Nacional Constituinte que elaborou a Carta de 1988.
Derrotado ao buscar a reeleição em 1990 retornou às atividades médicas e dedicou-se também à cultura de produtos como cacau e dendê.